# 奎納博鎮區 (內布拉斯加州伯特縣)
奎納博鎮區（英語：Quinnebaugh Township）是位於美國內布拉斯加州伯特縣的一個行政鎮區。

## 地方資料
奎納博鎮區的面積為64.36平方千米，當中陸地面積為60.70平方千米，而水域面積為3.66平方千米。根據2020年美國人口普查的數據，當地共有人口48人，而人口密度為每平方千米0.75人。